# 發光柔魚
發光柔魚（学名：Eucleoteuthis luminosa），又名發光魷魚，为柔魚科發光柔魚屬下的一个种。